# Arbesbach
Arbesbach – gmina targowa w Austrii, w kraju związkowym Dolna Austria, w powiecie Zwettl. Według Austriackiego Urzędu Statystycznego liczyła 1 696 mieszkańców (1 stycznia 2014).